# Base navale de Novorossiïsk
La base navale de Novorossiïsk (en russe : Новороссийская военно-морская база est une base navale située à Novorossiïsk dans la Baie de Tsemes qui est utilisée par la flotte de la mer Noire de la Marine russe.

Badge de la base.

## Historique
Novorossiisk fut fondée par les Russes comme un établissement militaire et un port. Plusieurs navires de la flotte de la mer Noire furent sabordés dans la baie afin d'éviter leur capture par les Allemands en 1918. La baie fut également le théâtre de plusieurs naufrages notables, dont celui de l'Amiral Nakhimov en 1986. Le port de Novorossiisk est devenu le principal port de Russie après l'éclatement de l'Union soviétique. Il est également devenu un terminal pétrolier très actif sur la mer Noire après la création du Caspian Pipeline Consortium. La partie sud de la baie, y compris la petite station balnéaire de Kabardinka, dépend administrativement de Guelendjik.
En 1947 la base est dissoute, en 1997 elle devint une base pour la marine russe, cinquante années après avoir été fermée.
Le 4 août 2023, un drone maritime ukrainien endommage le navire de débarquement Olenegorsky Gornyak. Celui-ci est remorqué avec un roulis important à bâbord,,. La base devenant le site stratégique de la flotte de la mer Noire, l'Amiral Makarov et l'Amiral Essen y sont repliés en octobre 2023.

### Affectation
La 4e brigade de sous-marins de la flotte de la mer Noire comprend notamment le Kolpino et le Novorossiisk.

La 184e brigade de protection côtière.

La 183e division de navires de recherche et de sauvetage.

### Commandants
- 1997 à 2001 : vice-amiral Yevguen Orlov.
- 2001 à 2004 : vice-amiral Volodymir Rogatine.
- 2004 à 2009  : vice-amiral Sergueï Méniaïlo.
- 2009 à 2010 : contre-amiral Lypinskyi Ivanovitch.
- 2010 à 2011 : contre-amiral Oleksandr Tourylin.
- 2011 à 2026 : Sergueï Pintchouk.
- 2014 à 2019 : contre-amiral Oleg Chastov.
- depuis 2019 : contre-amiral Viktor Kotchemazov.